# Немиро, Андрей Антонович
Андре́й Анто́нович Неми́ро (4 [17] марта 1909, Корец — 1995, Санкт-Петербург) — советский астроном. В 1934 году окончил Ленинградский университет. В 1934—1937 годах учился в аспирантуре Пулковской обсерватории. С 1937 года и до конца жизни работал в Пулковской обсерватории (с 1964 — заведующий отделом фундаментальной астрометрии). В 1941—1944 годах — участник Великой Отечественной войны. В 1964—1970 годах заведовал кафедрой астрономии Ленинградского университета (с 1966 — профессор).
Основные научные работы относятся к астрометрии. Составил первый советский фундаментальный каталог прямых восхождений, который содержал не только положения, но и собственные движения звёзд, определённые из анализа 100-летнего ряда прямых восхождений, полученных на большом пулковском пассажном инструменте. Занимался изучением систематических погрешностей фундаментальных систем и разработкой новых конструкций инструментов для определения положения звёзд. Принимал активное участие в работах по созданию фундаментального каталога слабых звёзд и по абсолютным определениям прямых восхождений звёзд Южного полушария, которые проводились в Чили.
В 1967—1970 годах был президентом Комиссии № 8 «Позиционная астрономия» Международного астрономического союза.
Именем Немиро названа малая планета (4228 Немиро), открытая Г. А. Плюгиным и Ю. А. Беляевым 25 июля 1968 года в Cerro El Roble, Чили.